# Луунеми
Луунеми (фин. Luunemi) — полуостров, расположенный на юге города Ийсалми, на побережье озера Поровесе. На полуострове расположена компания по производству алкогольных напитков «Olvi». Население — 17 чел. (2010).

## География
Площадь острова — 1,26 км2, географические координаты острова — 63°33′01″ с. ш. 27°11′15″ в. д., 1/4 часть покрыта лесом.